# تاكو آدميا
تاكو آدميا (الجورجية: თაკო ადამია) عارضة أزياء وحاملة لقب ملكة جمال جورجية، التي توجت وصُنفت في المركز الثاني في مسابقة ملكة جمال جورجيا 2018. وصيفة لملكة جمال جورجيا نيني غوغيشايشفيلي، تم اختيارها كممثل رسمي لجورجيا في مسابقة جمال الكون، وستمثل بلدها جورجيا في مسابقة ملكة جمال الكون 2019.